# بيرت باتريك
بيرت باتريك (بالإنجليزية: Bert Patrick)‏ هو موزع أمريكي، ولد في 5 أبريل 1912، وتوفي في 4 مارس 1998.